# Dritan Baholli
Dritan Baholli (Tirana, 23 agosto 1974) è un allenatore di calcio ed ex calciatore albanese, di ruolo difensore.

## Carriera

### Nazionale
Ha collezionato una presenza con la nazionale albanese nel 1996.